# NGC 3181
NGC 3181 је део галаксије (на пример сјајан HII регион) у сазвежђу Велики медвед која се налази на NGC листи објеката дубоког неба.
Деклинација објекта је + 41° 24' 48" а ректасцензија 10h 18m 11,5s. Привидна величина (магнитуда) објекта NGC 3181 износи 13,1.